# محوطه لته نعلین
محوطه لته نعلین مربوط به دوران‌های تاریخی پس از اسلام است و در شهرستان مینودشت، بخش گالیکش، روستای سیجان واقع شده و این اثر در تاریخ ۲۷ مرداد ۱۳۸۲ با شمارهٔ ثبت ۹۷۳۹ به‌عنوان یکی از آثار ملی ایران به ثبت رسیده است.